# Max Hödel

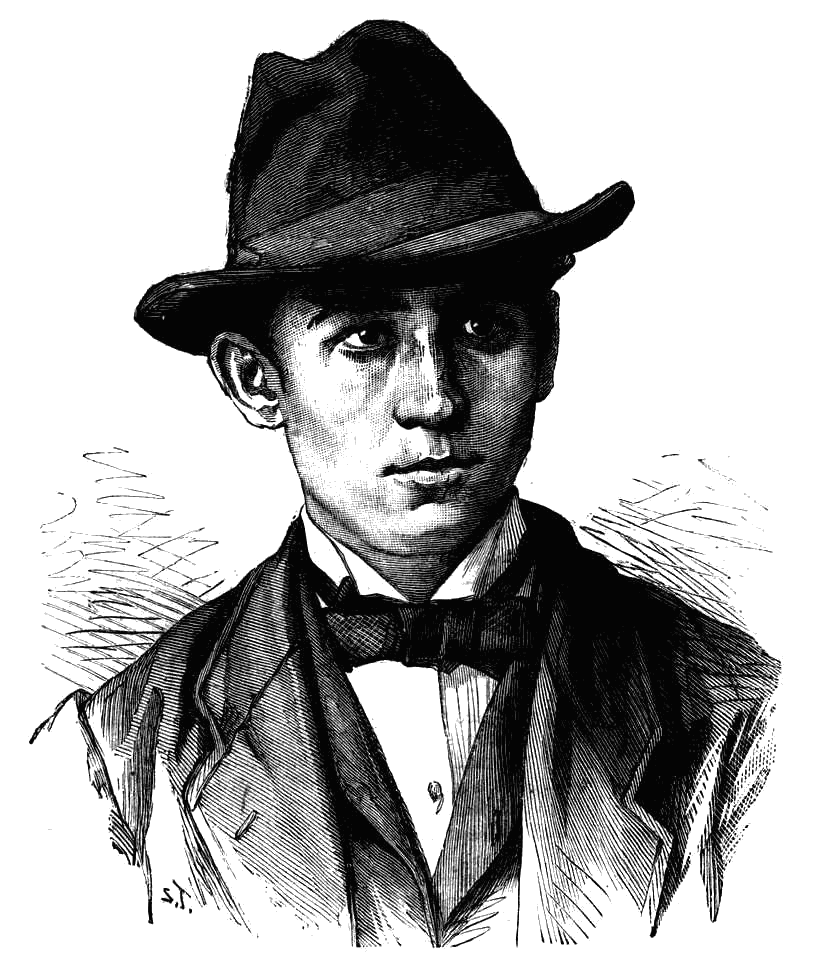
Max Hödel

Emil Max Hödel (27 de mayo de 1857 - 16 de agosto de 1878) era un fontanero de Leipzig, Alemania y anarquista partidario de la propaganda por el hecho, que se hizo famoso por un asesinato fallido. Exmiembro de la Asociación Socialdemócrata de Leipzig, fue expulsado de la organización en la década de 1870 y finalmente se involucró en el anarquismo.

## El atentado
Hödel llegó a Berlín el 25 de abril de 1878. Cuenta la anécdota de que le dijo a un fotógrafo que lo había retratado que mantuviese el negativo con cuidado porque con esas fotos haría un buen negocio. Hödel utilizó un revólver para disparar contra el emperador alemán, Guillermo I de Alemania, el 11 de mayo de 1878, mientras que el dirigente de 81 años y su hija, la princesa Luisa de Prusia, desfilaban en su carruaje, cerca de la puerta de Brandenburgo. Hödel efectuó dos disparos. El emperador, oyendo los dos estampidos, habría exclamado: "¿pero son esos tiros para mí?"
Hödel fue capturado de inmediato. Fue juzgado y condenado por alta traición y sentenciado a muerte el 10 de julio por el Tribunal Estatal de Prusia. Julius Krautz, verdugo del estado prusiano, decapitó a Hödel el 16 de agosto de 1878 en la prisión de Moabit, en las cercanías de Berlín.
Aunque Hödel había sido expulsado del Partido Socialdemócrata de Alemania, sus acciones, y las de Karl Nobiling, fueron usadas como justificación para prohibir al partido a través de la Ley Antisocialista en octubre de 1878.